# Kateřina Zlatníková
Kateřina Zlatníková (* 20. Januar 1939 in Prag; † 16. Januar 2013 in Stuttgart) war eine deutsche Musikerin und Zymbal-Künstlerin tschechischer Herkunft.

## Leben und Wirken
Katerina Zlatníková, in Prag geboren, fiel sehr früh durch ihre musikalische Begabung auf. Als Fünfjährige wurde sie in den Jan Kühn's Kinderchor aufgenommen und wirkte bald bei Konzerten und Opernvorstellungen mit (u. a. Rafael Kubelík: „Veronika“, A. Dvořák: „Jakobiner“, Kovarovic: „Großmutter“, weiter z. B. Carmen, Pique Dame, La Bohème).
Mit 9 Jahren begann sie Klavierspiel zu lernen. Nach dem Abitur (mit 16 Jahren) nahm sie ihr Studium am Prager Konservatorium in den Fächern Zymbal (bei Albert Pek), Blockflöte (bei Jaroslav Horák), Gitarre (bei Stepan Urban) und Klavier auf. Sie schloss mit Auszeichnung ab.
1960 errang sie den ersten Preis im Zymbalspiel beim Interpretationswettbewerb der Musikhochschulen in Brünn.
Das volkstümliche Zymbal wurde zu ihrem Lieblingsinstrument, sie brachte es als Konzertinstrument zur Geltung.
Durch die Mutter lernte sie die Prager Komponisten kennen, trat bei ihren (und anderen) Ausstellungen auf. Als erster schrieb Alois Hába 1960 (nachdem die Mutter ihn porträtierte) für sie die Suite op. 91 für Zymbal solo. Ihm folgten Václav Kucera, Jan Kapr, Sláva Vorlová und andere.
1964–1967 besuchte sie Kurse für Alte Musik in Köln (bei Hans-Martin Linde) und ab 1967 Kurse für Neue Musik in Darmstadt, wo sie weitere Komponisten für ihr Instrument gewinnen konnte.
Katerina Zlatníková entwickelte sich zur vielseitigen Interpretin alter und neuer Musik, arbeitete mit namhaften Ensembles, Theater- und Sinfonieorchestern zusammen und wirkte bei Konzerten, Rundfunk- und Schallplattenaufnahmen mit. Sie war Mitbegründerin des Prager Ensembles „Blockflötenquartett“, Mitglied der Laterna Magica, Prager Madrigalisten, Musica viva Pragensis.
1970 siedelte sie nach Stuttgart über. Seitdem musizierte sie weiter mit zahlreichen Gruppen und bedeutenden Orchestern im gesamten europäischen Raum (Berliner Philharmoniker, Wiener Philharmoniker, Wiener Sinfoniker, Ensemble Kontrapunkte Wien, Mailänder Scala, RAI Roma, Venedig, BRT Brüssel, Orchestre de Paris, Opern- und Rundfunk-Orchester in Stuttgart, Heidelberg, Wiesbaden, Oldenburg, München, Frankfurt, Köln).
Im Februar 2005 spielte sie sogar mit dem Dartmouth Symphony Orchestra/Hanover N.H. USA, in Zoltán Kodály Háry János Suite, Dirigent war Antonio Princiotti.
Die Klang- und Ausdrucksmöglichkeiten, welche Katerina Zlatníková dem Zymbal abgewinnen konnte, inspirierten Komponisten zu eigens für sie geschriebenen Werken (über 80 Kompositionen). In ihren Solo- und Kammermusikkonzerten, Rundfunk- und Fernsehauftritten führte sie diese neuen Kompositionen regelmäßig mit großem Engagement auf. Für ihre künstlerische Leistung fand sie bei Publikum und Presse im In- und Ausland viel Anerkennung.
Als virtuose Blockflötenspielerin hatte Katerina Zlatníková schon in Prag zahlreiche Kammermusikkonzerte selbst initiiert, veranstaltet und gespielt. In Stuttgart hörte man sie auch als Partnerin Igor Oistrachs in Johann Sebastian Bachs Brandenburgischen Konzerten, mit Gerhard Braun und dem Münchner Kammerorchester.
1972–1982 spielte sie mit Willy Freivogel (Flöte), ab 1984 mit Stephan Zilka (Flöte) als Duo. Ab 1988 konzertierte sie mit der Geigenvirtuosin Jenny Abel, ab 1997 mit dem ungarischen Pianisten Tibor Dimeth. Weitere Duo-Programme schließen auch Harfe und Rezitation ein.
Bereits in Prag begann sie ihre pädagogische Tätigkeit mit Gitarre und führte sie weiter 1970–75 an der Stuttgarter Musikschule, von 1975 bis 2004 an der SMTT Sindelfingen in den Fächern Gitarre, Hackbrett, Klavier, Keyboard, Blockflöte.
1991 wurde sie Gründungsmitglied der „Cimbalom World Association“ in Budapest, deren Ziel es ist, weltweit die verschiedensten Arten des Spiels der Zymbal-Instrumentenfamilie – Santur, Yangqin, Dulcimer, Hackbrett, Salterio – zu fördern, Nachrichten über Mitglieder und Noten zu verbreiten, Konzerte, Kongresse und Festivals zu organisieren. Katerina Zlatníková nahm an vielen der Kongresse teil (1991 in Pécz, 1993 in Brünn, 1995 in Bratislava, 2001 in Lvov – Lemberg, Ukraine, 2003 in Appenzell, Schweiz, 2005 in Peking, China, 2007 in Oberammergau, Deutschland). Sie führte dort ihre eigenen und andere neue Kompositionen für Zymbal in Konzerten auf.
Katerina Zlatníková war Mitglied der Künstlergilde Esslingen.
1994 wurde sie dort mit dem Interpretenpreis zum Johann-Wenzel-Stamitz-Preis für ihr Lebenswerk ausgezeichnet.

## Diskografie (Auswahl)
- PODIUM WOW-007-2 Katerina Zlatníková (Vol.1) Zymbal-Musik aus Prag
- PODIUM WOW-008-2 Katerina Zlatníková (Vol.2) Zymbal-Musik mit Flöte
- PODIUM WOW-009-2 Katerina Zlatníková (Vol.3) Zymbal-Konzerte mit Orchester
- PODIUM WOW-010-2 Katerina Zlatníková (Vol.4) Kammermusik mit Zymbal
- PODIUM unveröffentlicht Katerina Zlatníková (Vol.5) Zymbal Solo